# Ezequiel Santos da Silva
Ezequiel Santos da Silva (Rio de Janeiro, 9 marzo 1998) è un calciatore brasiliano, centrocampista dell'Athletic.

## Caratteristiche tecniche
È un'ala destra.

## Carriera
Cresciuto nelle giovanili del Botafogo, ha esordito il 27 novembre 2017 in occasione del match di campionato perso 2-0 contro il Palmeiras.

## Statistiche

### Presenze e reti nei club
Statistiche aggiornate al 28 luglio 2018.
| Stagione        | Squadra         | Campionato      | Campionato | Campionato | Coppe nazionali | Coppe nazionali | Coppe nazionali | Coppe continentali | Coppe continentali | Coppe continentali | Altre coppe | Altre coppe | Altre coppe | Totale | Totale | Totale |
| Stagione        | Squadra         | Comp            | Pres       | Reti       | Comp            | Pres            | Reti            | Comp               | Pres               | Reti               | Comp        | Pres        | Reti        | Pres   | Reti   |        |
| --------------- | --------------- | --------------- | ---------- | ---------- | --------------- | --------------- | --------------- | ------------------ | ------------------ | ------------------ | ----------- | ----------- | ----------- | ------ | ------ | ------ |
| 2017            | Botafogo        | A/RJ+A          | 2          | 1          | CB              | 0               | 0               |                    | -                  | -                  |             | -           | -           | 2      | 1      |        |
| 2018            | Botafogo        | A/RJ+A          | 12+6       | 0          | CB              | 0               | 0               | CS                 | 0                  | 0                  |             | -           | -           | 18     | 0      |        |
| Totale carriera | Totale carriera | Totale carriera | 20         | 1          |                 | 0               | 0               |                    | -                  | -                  |             | -           | -           | 20     | 1      |        |

## Palmarès

### Club

#### Competizioni statali
- Campionato Carioca: 1

Botafogo: 2018

#### Competizioni nazionali
- Coppa J. League: 1

Sanfrecce Hiroshima: 2022